# Blasenberg-Ringelesberg
Das Naturschutzgebiet Blasenberg-Ringelesberg ist eine kleine Fläche mit Wacholderheide in der Gemeinde Hohenstein auf der Schwäbischen Alb.
Das Gebiet besteht aus den Teilgebieten Blasenberg und Ringelesberg und hat eine Gesamtfläche von 6,8 ha. Es gehört zum Naturraum der Mittleren Kuppenalb. Mit Verordnung des Regierungspräsidiums Tübingen vom 11. Februar 1992 wurde dieser Abschnitt der typischen Alb-Wacholderheide als Naturschutzgebiet ausgewiesen. Die Verordnung aus dem Jahr 1992 hat Verordnungen außer Kraft gesetzt, die bis in das Jahr 1955 zurückreichen. Das gesamte Schutzgebiet ist Teil des FFH-Gebiets Nr. 7622-341 Großes Lautertal und Landgericht.

## Schutzzweck
Einer der Schutzgründe war den Erhalt dieser typischen Vegetationsform in einer ansonsten landschaftlich relativ intensiv genutzten Landschaft zu gewährleisten. Es sollte ein Refugium für, an trockene und magere Standorte gebundene Tier- und Pflanzenarten geschaffen werden.

## Flora und Fauna
Im Gebiet kommen die gefährdeten Pflanzenarten Gelber Enzian und Gemeines Katzenpfötchen vor. An faunistischen Besonderheiten wurden die seltene Laufkäferart Cymnidis humeralis und die seltene Hautflügler-Art Allantus didymus festgestellt.